# Sintula
Sintula Simon, 1884 è un genere di ragni appartenente alla famiglia Linyphiidae.

## Distribuzione
Le 15 specie oggi attribuite a questo genere sono state rinvenute nel Paleartico.

## Tassonomia
A giugno 2012, si compone di 15 specie:
1. Sintula affinioides Kolosváry, 1934 — Transilvania (Romania)
2. Sintula corniger (Blackwall, 1856)[3] — dall'Europa all'Azerbaigian
3. Sintula cretaensis Wunderlich, 1995 — Creta
4. Sintula criodes (Thorell, 1875) — Ucraina
5. Sintula cristatus Wunderlich, 1995 — Turchia
6. Sintula diceros Simon, 1926 — Francia
7. Sintula furcifer (Simon, 1911) — Spagna, Marocco, Algeria
8. Sintula orientalis Bosmans, 1991 — Algeria
9. Sintula oseticus Tanasevitch, 1990 — Russia
10. Sintula penicilliger (Simon, 1884) — Algeria
11. Sintula pseudocorniger Bosmans, 1991 — Algeria, Tunisia
12. Sintula retroversus (O. P.-Cambridge, 1875) — dall'Europa all'Azerbaigian
13. Sintula roeweri Kratochvíl, 1935 — Montenegro
14. Sintula spiniger (Balogh, 1935) — Austria, Europa orientale
15. Sintula subterminalis Bosmans, 1991 — Algeria

### Sinonimi
- Sintula arduennus Denis, 1958; questo esemplare, a seguito di un lavoro dello stesso aracnologo del 1967, è stato riconosciuto sinonimo di S. corniger (Blackwall, 1856)[1].
- Sintula buchari Miller, 1968; questo esemplare, a seguito di un lavoro degli aracnologi Heimer & Nentwig del 1991, è stato riconosciuto sinonimo di S. spiniger (Balogh, 1935).

### Specie trasferite
- Sintula affinis Kulczyński, 1898; trasferita al genere Meioneta Hull, 1920[1]
- Sintula brusnewi Kulczyński, 1908); trasferita al genere Meioneta Hull, 1920.
- Sintula flavescens (O. P.-Cambridge, 1873); trasferita al genere Maro O. P.-Cambridge, 1906.
- Sintula montanus Kulczyński, 1898, 1964; trasferita al genere Meioneta Hull, 1920.